# 鳶山 (大字)
鳶山，是臺灣新北市三峽區的一個地名，位於該區西北部大漢溪南岸地帶。以行政區而言，範圍大致為鳶山里中部。

## 歷史
台灣清治末期至日治初期，鳶山地區為一街庄，稱為「鳶山庄」，隸屬於海山堡。該庄西北隔大漢溪主流及最右側分流與中庄、二甲九庄、南靖厝庄相望，東北與公館後庄為鄰，東南邊為中埔庄、福德坑庄，西南邊為茅埔庄。
1901年（日治明治三十四年）11月，該庄隸屬於桃園廳，編入第十九區。1905年（明治三十八年）7月，第十九區改稱「三角湧區」。1920年（大正九年），該庄改制為「鳶山」大字，隸屬於臺北州海山郡三峽街。
戰後三峽街改制為三峽鎮，隸屬於臺北縣，大字亦改制為里。2010年12月，臺北縣升格為新北市，三峽鎮改制為三峽區。

## 交通
茅埔路為鳶山地區主要連絡道路，往東接中山路559巷可達中山路、復興路（縣道110號），亦可在邊界處叉路口轉三鶯路29巷以達三鶯路。